# طريقة الكوع (تجميع)

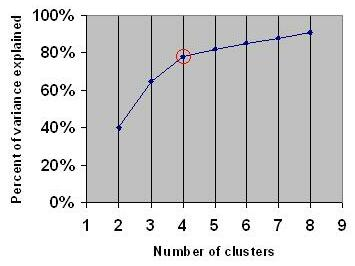
التباين الموضح. يتم الإشارة إلى "الكوع" بواسطة الدائرة الحمراء. لذلك ينبغي أن يكون عدد المجموعات المختارة 4.

في تحليل المجموعات، تعتبر طريقة الكوع طريقة استدلالية تستخدم في تحديد عدد المجموعات في مجموعة البيانات. تتكون الطريقة من رسم التباين الموضح كدالة لعدد المجموعات واختيار كوع المنحنى كعدد المجموعات التي يجب استخدامها. يمكن استخدام نفس الطريقة لاختيار عدد المعلمات في نماذج أخرى تعتمد على البيانات، مثل عدد المكونات الأساسية لوصف مجموعة البيانات.
يمكن إرجاع هذه الطريقة إلى تكهنات روبرت إل ثورندايك في عام 1953. 

## حدس
إن استخدام "المرفق" أو "ركبة المنحنى" كنقطة قطع يعد أسلوبًا شائعًا في التحسين الرياضي لاختيار نقطة حيث لم تعد العائدات المتناقصة تستحق التكلفة الإضافية. في التجميع، يعني هذا أنه يجب اختيار عدد من المجموعات بحيث لا يؤدي إضافة مجموعة أخرى إلى إعطاء نمذجة أفضل للبيانات.
الحدس هو أن زيادة عدد المجموعات ستؤدي بشكل طبيعي إلى تحسين الملاءمة (شرح المزيد من التباين)، نظرًا لوجود المزيد من المعلمات (المزيد من المجموعات) لاستخدامها، ولكن في مرحلة ما يكون هذا مناسبًا بشكل مفرط، ويعكس الكوع هذا. على سبيل المثال، نظراً للبيانات التي تتكون فعلياً من ن مجموعة مُسمّاة - على سبيل المثال، ن نقطة تم أخذ عينات منها باستخدام الضوضاء - فإن التجميع بأكثر من ن مجموعة سوف "يفسر" المزيد من التباين (لأنه يمكن أن يستخدم مجموعات أصغر وأكثر إحكاماً)، ولكن هذا مبالغة، لأنه يقسم المجموعات المُسمّاة إلى مجموعات متعددة. الفكرة هي أن المجموعات الأولى ستضيف الكثير من المعلومات (تشرح الكثير من التنوع)، نظرًا لأن البيانات تتكون في الواقع من هذا العدد الكبير من المجموعات (لذا فإن هذه المجموعات ضرورية)، ولكن بمجرد أن يتجاوز عدد المجموعات العدد الفعلي للمجموعات في البيانات، ستنخفض المعلومات المضافة بشكل حاد، لأنها مجرد تقسيم للمجموعات الفعلية. بافتراض حدوث ذلك، سيكون هناك انحراف حاد في الرسم البياني للتباين الموضح مقابل المجموعات: يتزايد بسرعة حتى ن (منطقة نقص الملاءمة)، ثم يتزايد ببطء بعد ن (منطقة فرط الملاءمة).

## نقد
تعتبر طريقة الكوع ذاتية وغير موثوقة. في العديد من التطبيقات العملية، يكون اختيار "الكوع" غامضًا للغاية حيث لا تحتوي الدالة على كوع حاد. يمكن أن ينطبق هذا أيضًا في الحالات التي تتفق فيها جميع الطرق الأخرى لتحديد عدد المجموعات في مجموعة البيانات على عدد المجموعات.

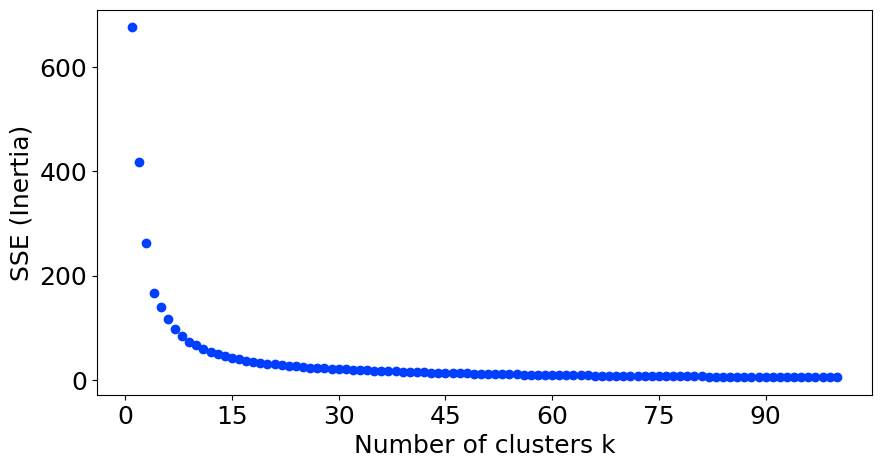
مثال على نمط "الكوع" النموذجي المستخدم لاختيار عدد المجموعات الناشئة حتى في البيانات الموحدة.

حتى في حالة البيانات العشوائية الموحدة (بدون مجموعات ذات معنى)، يتبع المنحنى تقريبًا النسبة 1/ن حيث ن هو عدد معلمات المجموعات، مما يتسبب في رؤية المستخدمين "كوعًا" لاختيار عدد "أمثل" من المجموعات عن طريق الخطأ. 
نظرًا لأن المحورين (عدد المجموعات والتباين المتبقي) ليس لهما علاقة دلالية، فإن المحاولات المختلفة لالتقاط الكوع من خلال "الميل" غير محددة جيدًا وحساسة لنطاق المعلمات.  إن زيادة الحد الأقصى لعدد المجموعات يمكن أن يؤدي إلى تغيير موقع "الكوع" المتصور، وفي العديد من الحالات تعتبر الأساليب البديلة مثل معيار نسبة التباين أو متوسط عرض الصورة الظلية أكثر موثوقية.  ولكن حتى مع مثل هذه التدابير، قد تعتمد النتائج بشكل كبير على المعالجة المسبقة للبيانات (اختيار الميزات والتوسع)، وقد يصل المستخدمون إلى نتائج تجميع مختلفة للغاية على نفس البيانات.

## مقاييس التباين
هناك مقاييس مختلفة لـ "التباين الموضح" المستخدمة في طريقة الكوع. في أغلب الأحيان، يتم قياس التباين، والنسبة المستخدمة هي نسبة التباين بين المجموعات إلى التباين الإجمالي. وبدلاً من ذلك، يمكن استخدام نسبة التباين بين المجموعات إلى التباين داخل المجموعة، وهي إحصائية اختبار إف أحادية الاتجاه.